# Adrastus axillaris
Adrastus axillaris es una especie de escarabajo del género Adrastus, familia Elateridae. Fue descrita científicamente por Erichson en 1841.
Se distribuye por Suiza, Austria, Francia, Alemania, Eslovenia, Italia, Liechtenstein y Ucrania. La especie se mantiene activa durante los meses de enero, mayo, junio, julio y agosto.